# Star Wars: Battlefront: Mobile Squadrons
Star Wars: Battlefront: Mobile Squadrons ist ein im Jahr 2009 erschienenes Videospiel und ein Ableger der Star-Wars:-Battlefront-Reihe. Es wurde von Mikoishi entwickelt und von THQ für Mobiltelefone veröffentlicht. Der Spieler schlüpft dabei in die Rolle eines Soldaten einer der vier großen Fraktionen des Star-Wars-Universums: Die Separatisten, die Republik, das Imperium oder die Rebellen-Allianz. Er erlebt in 15 Leveln verschiedene Schlachten, an denen er Shooter-typisch teilnimmt.